# Norbert Dedeckere
Norbert Dedeckere (Stene, 23 november 1948 – Brugge, 17 januari 2015) was een Belgisch wielrenner.

## Carrière
Dedeckere was van 1966 tot 1982 actief, voornamelijk als veldrijder. In 1972 werd hij in Praag wereldkampioen bij de liefhebbers en in 1974 won hij in Beernem het kampioenschap van België in diezelfde categorie.
Na zijn wielercarrière ging hij aan de slag als fietsenmaker, later werd hij scheepstechnicus bij de marine. Daarnaast bleef hij actief in het veldrijden. Zo was hij onder meer parcoursverantwoordelijke van de Noordzeecross te Middelkerke. 
In Westende bevindt zich een MTB-parcours dat naar hem werd vernoemd.

## Privéleven
Hij overleed ten gevolge van beenmergkanker. Zijn oudere broer Camiel was eveneens actief in het wielrennen.
Wielerploegen van Norbert Dedeckere
Baert (vanaf 01/03) ·
Bens (vanaf 25/08) ·
Bravenboer ·
Bruggeman (vanaf 25/08) ·
Claes (vanaf 04/02) ·
David ·
De Clercq ·
De Boever ·
De Muynck ·
E. De Vlaeminck ·
R. De Vlaeminck ·
Dedeckere ·
Demeyer (vanaf 15/09) ·
Devos ·
Dolman ·
P. In 't Ven ·
W. In 't Ven ·
Janssens ·
Knockaert (vanaf 27/05) ·
Leman ·
van Leeuwen ·
Lievens ·
Loysch ·
Monseré  (tot 15/03) ·
Müddemann ·
Nassen ·
Nuelant ·
Schütz ·
Spannagel (vanaf 05/08) ·
Staes ·
Tabak · 

Van Damme ·
Van De Wiele (vanaf 25/08) · 
Van der Slagmolen ·
Van Neste ·
Van Olmen (vanaf 25/08) ·
Vanmarcke ·
Verplancke ·
Zoetemelk
Coquery ·
Corbeau ·
Coroller ·
G. David ·
W. David ·
De Brauwere ·
De Muynck ·
De Witte ·
Dedeckere ·
Delcroix ·
Demeyer ·
Dierickx ·
Ducreux ·
Dury ·
Fontaine ·
Godefroot ·
Goossens ·
Legeay ·
Leveau ·
Maertens ·
Martens ·
Mendes ·
Misac ·
Molineris ·
Pollentier (vanaf 01/05) ·
Rébillard ·
Sanquer ·
Sersté ·
Van Damme ·
Van De Vijver ·
Van der Slagmolen ·
Van Lancker · 
Van Landeghem ·
Van Olmen ·
Vantyghem ·
Vanmarcke ·
Verplancke ·
Verschaeve (vanaf 01/06) ·
Wijckaert
Cael ·
Catteeuw (tot 30/06) ·
Cuyle (vanaf 09/08) ·
David ·
De Brauwere ·
De Witte ·
Dedeckere ·
Demedts ·
Demeyer ·
Fontaine ·
Godefroot ·
Goossens ·
Hendrickx (tot 30/06) ·
Jacques (vanaf 09/08) ·
Maertens ·
Martens ·
Pollentier ·
Van Damme ·
Van De Maele ·
Van De Vijver ·
Van Looy ·
Van Malderghem ·
Van Moer · 
Vanackere ·
Verplancke ·
Verschaeve
Ardouin ·
Cael ·
Coene ·
Cuyle ·
David ·
De Witte ·
Dedeckere ·
Delépine ·
Demeyer ·
Fontaine ·
Godefroot ·
Guimard ·
Jacques ·
Maertens ·
Martens ·
Moneyron ·
Pollentier ·
Sanquer ·
Sersté (vanaf 02/05) ·
Van De Maele ·
Van der Slagmolen ·
Van De Vijver ·
Van Geebergen ·
Vanspringel ·
Verplancke ·
Verschaeve
Beyssens ·
Cael ·
Cuyle ·
Dedeckere (vanaf 30/09) ·
Demeyer ·
Desruelle (vanaf 30/09) ·
Giustizia (vanaf 03/09) ·
Hesters ·
Loder (vanaf 15/06) ·
Maertens  ·
Michiels ·
Ongenae ·
Pollentier ·
Schmid (vanaf 01/06) ·
Schroyens ·
Tabak ·
Van de Poel ·
Van der Slagmolen ·
Van De Vijver ·
A. Van Vlierberghe ·
F. Van Vlierberghe ·
Vanspringel ·
Verhaegen ·
Verplancke ·
Verschaeve · 
Verschuere
Beyssens ·
Bittinger ·
Bolle ·
Borguet ·
Clark ·
Constant ·
Converset ·
Cuyle ·
De Carvalho ·
Dedeckere ·
Demeyer ·
Desruelle ·
Giustizia (tot 01/06) ·
Govaerts ·
Hesters ·
Kelly ·
Loder ·
Maertens  ·
Malfait ·
Mariotti ·
Martínez ·
Muselet ·
Myngheer (vanaf 01/04) ·
Naegels ·
Pollentier ·
Sanders ·
Schmid ·
Schroyens ·
Tinazzi ·
Van de Poel ·
Van der Slagmolen ·
Van De Vijver ·
Van Hoof ·
A. Van Vlierberghe ·
F. Van Vlierberghe ·
Verplancke ·
Verschaeve · 
Verschuere
Agostinho ·
Beyssens ·
Bittinger ·
Calzati ·
Clark ·
De Nul ·
De Roo ·
Dedeckere ·
Demeyer ·
Desruelle ·
H. Devos ·
P. Devos (vanaf 01/08) ·
Dubois ·
Dumont ·
Heirweg ·
Hendrickx ·
J-P. Hosotte ·
P. Hosotte ·
Kelly ·
Loder ·
Maertens ·
Malfait ·
Mariotti ·
Meernhout ·
Muselet ·
Myngheer ·
Ongenae ·
Pollentier ·
Salm ·
Theunis ·
Tilmant ·
Tinazzi ·
Vallaeys ·
Van Vlierberghe ·
Verplancke ·
Verschaeve · 
Verschuere